# うっちゃん・みかちゃんの県南おもしろ事件簿
うっちゃん・みかちゃんの県南おもしろ事件簿（うっちゃん・みかちゃんのけんなんおもしろじけんぼ）は、1999年10月3日から青森放送ラジオで放送されているラジオ番組。
同社の八戸支社の制作で毎週日曜 10:00 - 11:00に放送されていたが、後述の理由から2022年3月27日をもって放送休止。2023年からは不定期に放送される特別番組として復活している（ただし、単発特番の放送時間は11:00 - 12:00）。

## 概要
青森県の八戸市や十和田市を中心とした南部地方（県南地方）の話題を取り上げる地元に密着した内容となっている。
番組開始当初は、「浜ちゃん・うっちゃんの県南おもしろ事件簿」（はまちゃん・うっちゃんのけんなんおもしろじけんぼ）という番組名であり、青森放送記者の浜舘明（役職：キャップ）とパーソナリティの内山千早（通称うっちゃん、役職：記者）、リポーターの中島美華（役職：記者見習い）の3人体制で放送していた。
2000年10月に、浜舘が青森本社への異動に伴い、番組を降板。内山がキャップ、中島が記者に昇格し、同時に番組名も現在の「うっちゃん・みかちゃんの - 」に改題し、2人体制で番組を継続している。
陰ながら、「ミスターX」（正体は当時RAB八戸支社長で元アナウンサーの大友寿郎）という人物が登場することもあった（現在の番組オープニングのタイトルコールで「うっちゃん・みかちゃんの」という部分をコールしている）。
なお番組内のCMは、ほとんどの提供スポンサーで内山および中島がナレーションを担当したものを使用している。
番組のオープニングで使用のBGMは『七人の刑事』と『太陽にほえろ!』のメインテーマの一部が順に流れ、トークマンブラザーズの「なまって俺についてこい」のインストになるという流れである。
2022年2月6日放送分にて、中島が東京の大学に進学するため1年間東京に移住することを報告。これに伴い、当番組も同年3月27日の放送をもって一区切り（放送休止）となることが発表された。第1期の最終回となる3月27日は八戸市のユートリーから2時間の公開生放送を実施し、番組初のYouTube同時配信も行った。
2023年3月12日、この日限定で、八食センター『厨スタジアム2階「くりやホール」』から、復活公開生放送を実施。ただし、放送時間は、レギュラー時代の放送時間ではなく、11:00 - 12:00となる。また、同年7月16日には、岩手県九戸郡洋野町の種市海浜公園イベント広場で行われる『たねいちウニまつり』会場から公開生放送を実施（放送時間は11:00 - 12:00）。

## 番組コーナー
- 県南フラッシュニュース - 1週間に県南地方で起きた出来事をコンパクトにまとめたニュース。
- おもしろ事件簿（パート1） - 県南地方の話題を取り上げる。番組内では、このコーナーは「おもしろ事件簿 ファイルNo.***」というタイトルである。なお、番組の公開録音もしくは公開生放送が行われた場合、コーナー名は「おもしろ事件簿 ファイルNo.（収録場所名）」というタイトルになる。コーナー音楽は、パート2も含めT-SQUAREの「SUNNYSIDE CRUISE」を使用。
- おもしろ事件簿パート2 - リスナーのまわりで起こった面白い出来事を紹介するコーナー（投稿は県南地方のリスナー以外も対象）。内容によっては、プレゼントが与えられる。なお、コーナー冒頭のジングルはコーナー名にちなんで小林幸子・美樹克彦の「もしかして PARTⅡ」の歌い出しが流れる。
- 美華のヘイ、お待ち! - 県南地方で営業する飲食店や菓子屋などの食べ物をスタジオに出前してもらうというコーナー。実際にはその店の担当者や出前代理人と呼ばれる人が食べ物を持ってきて、紹介するというもの。リスナーにもその食べ物のプレゼントがあり、プレゼントをもらうためには簡単な3択のクイズに正解する必要があるものの、クイズの内容は非常に簡単で正解は必ず2番であり、3番の選択肢は必ず内山のボケとなっている。このコーナーで、番組へのあて先を"歌で"知らせている。
- うっちゃんの今日はなーに? - 内山が企画するコーナー。2006年4月からは「県南おもしろ童話」という、世界の童話を県南地方のネタでおもしろおかしくした朗読ものを放送している。

過去
- 50円の唄 - 永六輔の誰かとどこかでの「7円の詩」コーナーのパロディ。コーナーの冒頭では、本家よろしく「アルハンブラの思い出」の曲に乗せて、内山がその回毎に異なる名前（「B六輔」「C六輔」など）を称して永本人のものまねを行っていた。
- 八戸戦隊せんべいジャー - ラジオドラマコーナー。
- 県南むかしばなし

## 県南地域以外での収録・放送
- 2005年11月6日にはつがる市のイオン柏ショッピングセンターで県南地域以外（津軽地方）では初の、2007年7月15日には岩手県九戸郡洋野町の種市海浜公園で青森県外では初の公開生放送をそれぞれ実施した。なお、2009年7月には再び岩手県九戸郡洋野町で公開生放送を実施したが、ラジオ中継車の中継切断に放送事故が発生しRAB本社スタジオで夏目浩光が天気と話題で放送をつないだ。翌週500回記念生放送で種市海浜公園からの公開生放送で中継切断放送事故の途中部分を録音放送が放送された。2023年7月16日には、レギュラー放送終了後としては、初となる公開生放送を、岩手県九戸郡洋野町の種市海浜公園イベント広場で行われる『たねいちウニまつり』会場から行う予定[5]。

## エピソード
- 第1回目から数回に分けて、浜館の大学の先輩（明治大学出身・落語研究会に所属）に当たる三宅裕司が電話出演したことがある（この番組をスタートさせるに当たり、三宅裕司がパーソナリティーを務めたニッポン放送制作「裕司と雅子のガバッといただき!!60分」のネットを打ち切った）。また、同じく先輩の立川志の輔も電話出演したことがある。
- 番組のオープニング（初期はエンディングにも使用していた）ではトークマン・ブラザースの『なまって俺についてこい』のカラオケが使用されているが、浜館はこの楽曲がリリースされるきっかけとなった番組である『我が町バンザイ』のパーソナリティを務めていた。
- 2005年10月23日の放送で『TBSラジオで10月2日放送された「豊田綾乃 プレシャスサンデー」内の1コーナーで「この番組内で八戸のせんべい汁が紹介された」』という事を放送した。
- 2005年12月25日の放送は、ラジオ・チャリティー・ミュージックソン2日目のプログラムと重複するため休止となった（なお、中島は、八戸からの中継に参加）。また、2006年のラジソン1日目に当たる12月24日は通常通り放送したが、直後の12時から放送されるラジソンでは“トリオ・ザ・ポンチョスふれあい号”に乗車の為、内山・中島の両名は、ふれあい号スタート地点となる弘前市のさくら野百貨店弘前店にいた（八戸から弘前まで陸路での1時間の移動は不可）。
- 2009年7月26日放送分で通算500回を迎えた。同日放送分は、八戸本社スタジオからの生放送だった。500回を記念して、先述の「50円の唄」のOPなど過去の放送の音源も放送された。
- 2009年10月4日の放送は、10周年記念スペシャルとして、9:00から2時間生放送された。当時むつ報道室所属の浜舘明もゲストで登場した（浜舘は本社制作『こちら松森一丁目らじお倶楽部』にもむつから電話で出演する）。過去の放送も一部ではあるが振り返った。[6]
- 2009年12月20日は、10:00～12:00にTBSラジオ制作の「安住紳一郎の日曜天国」（通常は関東ローカルの番組）を単発ネットするため、時間を繰り上げ9:00～10:00の放送となった。[6]